# Planowanie zasobów produkcyjnych
Planowanie zasobów produkcyjnych (ang. manufacturing resource planning, MRP II) – zarządzanie zasobami i produktami przedsiębiorstwa oraz zarządzanie w aspekcie finansowym.
Model MRP II w stosunku do MRP został rozbudowany o planowanie zdolności produkcyjnych (CRP) oraz o elementy związane z procesem sprzedaży i wspierające podejmowanie decyzji na szczeblach strategicznego zarządzania produkcją. Poza materiałami związanymi bezpośrednio z produkcją, MRP II uwzględnia także materiały pomocnicze, zasoby ludzkie, pieniądze, czas, środki trwałe i inne.
Amerykańskie Stowarzyszenie Sterowania Produkcją i Zapasami (APICS), które opracowało w latach 60. algorytm MRP i następnie rozwinęło go do tzw. MRP w zamkniętej pętli (MRP closed loop), a dalej do MRP II, oficjalnie ogłosiło w roku 1989 dokument „MRP II Standard System”. Dokument ten opisuje funkcje, jakie powinien realizować system klasy MRP II:
- Planowanie biznesowe  (Business Planning) – tworzony jest tu ogólny plan działania przedsiębiorstwa.
- Bilansowanie produkcji i sprzedaży (Sales and Operation Planning – SOP) – w wyniku tych działań powstaje plan produkcji i sprzedaży mające na celu realizacji planu biznesowego. Plany te określają wzajemne zbilansowane wielkości sprzedaży, produkcji oraz poziomu zapasów magazynowych w poszczególnych okresach. Plany te będą wyznaczać plany wszystkich innych planów operacyjnych w przedsiębiorstwie.
- Zarządzanie popytem (Demand Management – DEM) – obejmuje prognozowanie i planowanie sprzedaży oraz potwierdzanie zamówień klientów. Jej celem jest określanie wielkości przyszłego popytu i ciągła aktualizacja tej wartości.
- Harmonogramowanie planu produkcji (Master Production Scheduling – MPS) – funkcja ta służy do zbilansowania podaży w kategoriach materiałów, zdolności produkcyjnych, minimalnych zapasów względem popytu wyrażonego prognozami, zamówieniami odbiorców, promocjami.
- Planowanie potrzeb materiałowych (Material Requirements Planning – MRP) – dzięki tej funkcji określone są harmonogramy zakupów, produkcji oraz montażu wszystkich części składowych wyrobu wraz z priorytetami dla zaopatrzenia i produkcji.
- Wspomaganie zarządzania strukturami materiałowymi (Bill of Material Subsystem) – dostarcza informacji koniecznych do obliczania wielkości zleceń produkcyjnych i zaopatrzeniowych oraz ich priorytetów.
- Ewidencja magazynowa (Inventory Transaction Subsystem – INV) – wspiera prowadzenie ewidencji gospodarki magazynowej, dostarcza do innych funkcji informacji o dostępnych zapasach elementów.
- Sterowanie zleceniami (Schedule Receipts Subsystem – SRS) – kontroluje spływ (przyjęcie na ewidencję) elementów zaopatrzeniowych i produkowanych, w tym zaplanowanych przez MRP i MPS.
- Sterowanie produkcją (Shop Floor Control – SFC) – umożliwia przekazywanie informacji o priorytetach między osobą planującą produkcję a stanowiskami roboczymi.
- Planowanie zdolności produkcyjnych (Capacity Requirements Planning – CRP) – służy do badania, czy opracowane plany produkcji i sprzedaży oraz harmonogramu są osiągalne.
- Sterowanie stanowiskami roboczymi (Input/Output Control) – wspomaga kontrole wykonania planu zdolności produkcyjnych. Służy do kontroli kolejek na poszczególnych stanowiskach roboczych, wielkości prac na wejściu i wyjściu stanowiska.
- Zaopatrzenie (Purchasing PUR) – funkcja ta wspomaga czynności związane z nabywaniem towarów i usług od dostawców. Pozwala ona tworzyć zlecenie zakupu czy harmonogram przyjęć dostaw.
- Planowanie zasobów dystrybucyjnych (Distribution Resource Planning – DRP) – wspomaga czynności związane z harmonogramowaniem przesunięć wyrobów pomiędzy punktami sieci dystrybucyjnej oraz planowaniem produkcji międzyzakładowej.
- Narzędzia i pomoce warsztatowe (Tooling) – służy do planowania dostępności właściwych narzędzi specjalnych, aby można było bez przeszkód wykonać plan produkcji.
- Planowanie finansowe (Financial Planning Interface) – zadaniem jego jest umożliwienie pobierania z systemu MRP II danych o charakterze finansowym, ich przetworzenie i przekazywanie do osób odpowiedzialnych za planowanie finansowe.
- Symulacje (Simulation) – umożliwia ocenę wpływu wprowadzonych zmian do poszczególnych elementów MRP II na plany finansowe, potrzeb materiałowych i zdolności wykonawczych.
- Pomiar wyników (Performance Measurement) – jest to forma ciągłej kontroli efektywności wykorzystania systemu MRP II. Związane jest to z ustalaniem celów, które MRP II ma osiągnąć i sprawdzaniem, jak udaje się te cele osiągnąć.

Koncepcja MRP II została później rozbudowana do MRP II+ oraz ERP.
Obecnie pod pojęciem MRP II rozumiemy zarówno rozbudowany algorytm do planowania produkcji i zapotrzebowania na zasoby, jak i standard opracowany przez APICS, w którym centralne miejsce zajmuje algorytm MRP II.